# Sint-Martinuskerk (Remels)
De Sint-Martinuskerk is de kerk van de lutherse gemeente in Remels, de hoofdplaats van de gemeente Uplengen in Oost-Friesland. In de middeleeuwen omringde een wal de 13e-eeuwse weerkerk.

## Geschiedenis
De kerk heeft haar oprichting te danken aan de omstandigheid dat Remels in de tijd van de Friese Vrijheid waarschijnlijk de plaats was waar de rechters van het Lengener Land bijeenkwamen. De bewoners richtten de kerk op in het geografische middelpunt van het autonome gebied, waarvan de grenzen overeenkomen met het gelijknamige grootkerspel en waartoe de dorpen Remels, Jübberde, Groß- en Kleinsander, Groß- en Kleinoldendorf, Bühren, Selverde, Poghausen en Spols behoorden. Patroonheilige van de kerk is Martinus van Tours, die ook nu nog in het zegel van de gemeente wordt afgebeeld.
Mogelijk bestond er voor de huidige kerk nog een houten voorganger, maar hiervan is verder niets bekend. Een deksel van een sarcofaag die op de 11e eeuw wordt gedateerd en een andere sarcofaag die bij de kerk werden gevonden, duiden op een vroeg christelijk leven in Remels. De relicten geven aan dat in het Lengener Land in die tijd een welgestelde klasse bestond, die zich zo'n begrafenis kon veroorloven.
Met de bouw van de kerk werd in het begin van de 13e eeuw begonnen. Door de locatie in het grensgebied van Oost-Friesland zag de bevolking zich steeds weer aan plunderingen blootgesteld en dus werd de kerk als een weerkerk aangelegd. Naast de kerk en een weertoren bestond het complex uit een vrijstaande klokkentoren, een kerkhof en een omringende muur met grachten en poorten.
Het oudste deel van het gebouw is het kerkschip. Het werd, net als veel andere Oost-Friese kerken uit deze periode, gebouwd van granieten blokken. Deze granieten muren zijn in Remels bijna tot het dak bewaard gebleven. Zoals de meeste kerken uit deze tijd bezat ook de kerk van Remels aan zowel de noordelijke als de zuidelijke kant een portaal en kende het schip op het bovenste deel van de muren aan de lange zijde vier kleine rondboogramen. Het interieur had een vlak plafond en de apsis een koepel. De westelijke kant kende een vlakke afsluiting.
Omstreeks 1300 werden het westelijke deel van het kerkschip en, om de aanbouw van drie nieuwe oostelijke traveeën mogelijk te maken, de apsis gesloopt. Hierdoor ontstond een rechthoekige ruimte in romano-gotische stijl. Er werd nu voor het eerst ook baksteen en tufsteen als bouwmateriaal gebruikt. De nieuwe oostelijke gevel kreeg drie ramen, die net als de ramen van de lengtemuren gotische spitsbogen hadden.
De toren werd pas in de jaren 1897-1898 toegevoegd. De oudere torens die de kerk kende waren als weertorens uitgevoerd. De laatste weertoren stortte kort na de bouw in 1507 in als gevolg van een zwakke fundering. Nadat de klokkenstoel in de zuidwestelijke hoek van het kerkhof bouwvallig werd, besloot men de 53,5 meter hoge kerktoren te bouwen.
Kettingen, halsringen en het onderste deel van een schandpaal aan de noordelijke muur wijzen op de vroegere rechtspraak die hier ooit plaatsvond.

## Bouwbeschrijving

#### Exterieur
Aan het exterieur is af te lezen dat de kerk in drie bouwfases werd gebouwd. Het oudste deel is het westelijke gedeelte van het kerkschip, dat bijna tot het dak uit granieten blokken van de oorspronkelijke kerk bestaat, Een forse bouwnaad in de noordelijke en zuidelijke muur scheidt dit deel duidelijk af van de oostelijke gotische bouwfase. De laatste bouwfase wordt gemarkeerd door de 53,5 meter hoge kerktoren in de stijl van het historisme uit de jaren 1897-1898.

#### Interieur
Het kerkschip bestaat uit vier traveën en bezit een gotisch gewelf. Aan het oostelijk travee zijn nog de aanzetten van de oude apsis te herkennen. Van de vroegere fresco's bleef na de reformatie nog een fries van acanthusbladeren in het koortravee bewaard. De rankendecoraties aan de oostelijke muur en in het koorgewelf werden iets later aangebracht.

## Inventaris
Het retabel werd in 1677 door de kunstenaar Tönnies Mahler uit Leer gebouwd. Het toont op de vleugels de aankondiging van de geboorte door de aartsengel Gabriël, het geboorteverhaal in Bethlehem, de besnijdenis van Jezus in de tempel en de aanbidding der wijzen. Centraal staat de voorstelling van het Laatste Avondmaal. De achterkant van de vleugels zijn met scènes uit de lijdensgeschiedenis van Jezus beschilderd. De evangelisten en hun symbolen sieren de predella.
De barokke kansel werd tegen het einde van de 17e eeuw gebouwd. Ook hier zijn de evangelisten op de vier velden van de kuip aangebracht.
Het doopvont stamt uit de tijd van voor de reformatie. Het werd, net als veel andere doopvonten in Oost-Friesland, uit Bentheimer zandsteen gehouwen. Rondreizende steenbewerkers maakten in opdracht van de parochie het doopvont kort voor of na 1270. De cuppa rust op vier dragende figuren en is versierd met een breed fries van acanthusranken.

## Orgel

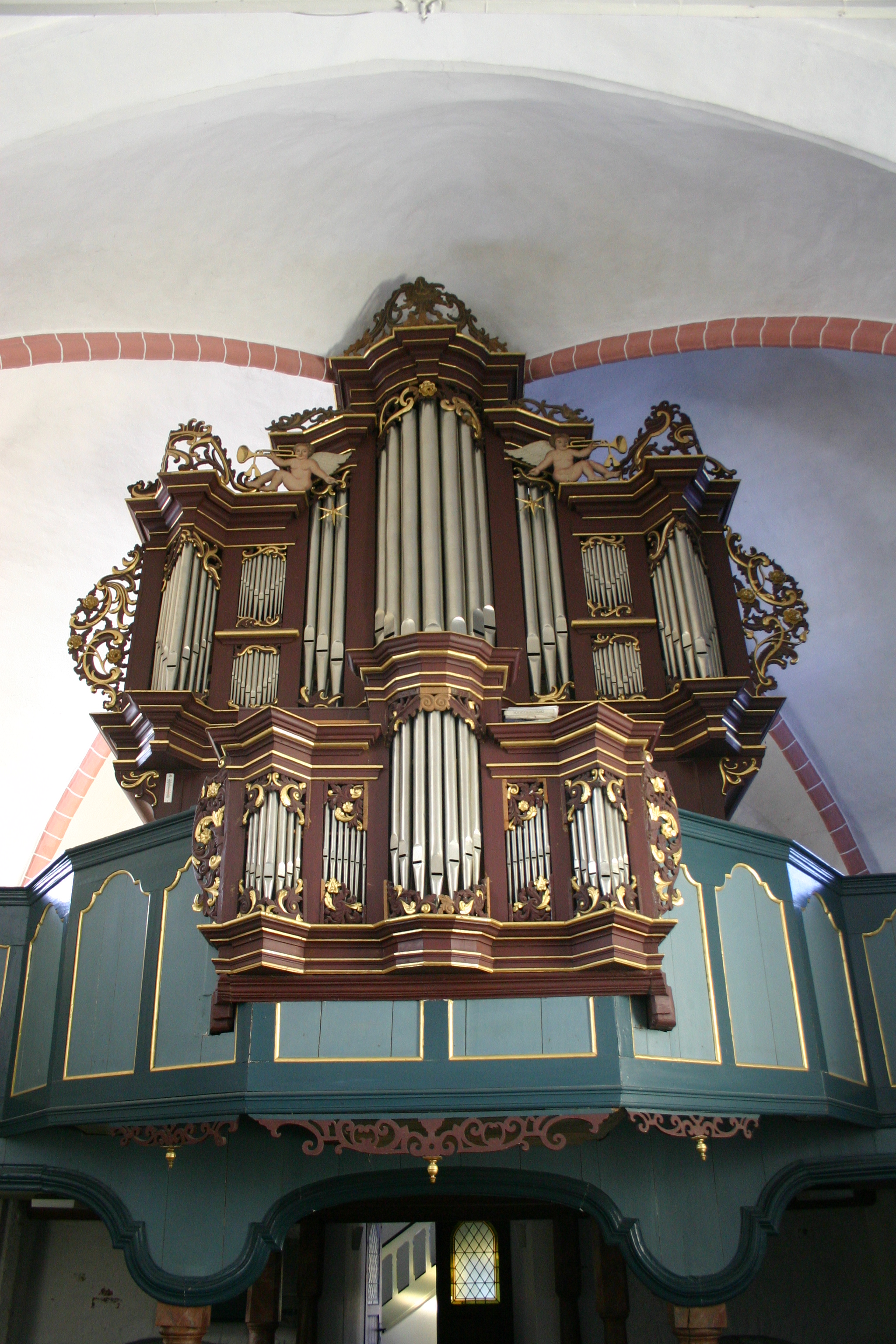
Het orgel in 2009

Het orgel werd in 1782 door de Wittmunder orgelbouwer Hinrich Just Müller opgericht. Het is het enige kerkorgel in de regio met een rugpositief. Dit rugpositief is bijna 50 jaar ouder dan het hoofdorgel en werd als een zelfstandig positief, vermoedelijk door Johann Friedrich Constabel (1733), gebouwd. Müller integreerde het werk vervolgens in de nieuwbouw. In 1898 werd het instrument samen met de galerij van de oostelijke kant naar de westelijke kant verplaatst en tegelijkertijd volgens de heersende mode aangepast. Bij de restauratie van het orgel door Rudolf Janke in de periode 1978-1979 werd het orgel weer in de oorspronkelijke staat teruggebracht. Het instrument heeft nu 15 registers verdeeld over twee manualen en aangehangen pedaal.
| I Rugpositief C–c3 |                |      |   |
| 1.                 | Principaal B/D | 4′   | C |
| 2.                 | Gedekt B/D     | 8′   | C |
| 3.                 | Fluit B/D      | 4′   | C |
| 4.                 | Quint          | 1/2′ | M |
| 5.                 | Dulciaan B/D   | 8′   | J |
|                    | Tremulant      |      |   |

| II Hauptwerk C–c3 |                |     |     |
| 6.                | Principaal     | 8′  | M   |
| 7.                | Bourdon        | 16′ | M,J |
| 8.                | Roerfluit      | 8′  | M   |
| 9.                | Octaaf         | 4′  | M   |
| 10.               | Spitsfluit     | 4′  | M   |
| 11.               | Nassat         | 3′  | J   |
| 12.               | Octaaf         | 2′  | M   |
| 13.               | Sexquialter II | M   |     |
| 14.               | Mixtuur IV     | M   |     |
| 15.               | Trompet B/D    | 8′  | M,J |
|                   | Cimbelstern    |     | M   |

| Pedaal C–d1 |
| aangehangen |

- Koppels en speelhulpen: I/II, II/P, afsluitventiel, rugpositief

Opmerkingen:
C = Register van Johann Friedrich Constabel (1733)
M = Register van Hinrich Just Müller (1782)
J = Register van Rudolf Janke (1978/79)